# Kiskorpád
Kiskorpád é um município da Hungria, situado no condado de Somogy. Tem 16,95 km² de área e sua população em 2019 foi estimada em 893 habitantes.